# Folkling
Folkling (deutsch Folklingen) ist eine französische Gemeinde mit 1392 Einwohnern (Stand 1. Januar 2022) im Département Moselle in der Region Grand Est (bis 2015 Lothringen). Sie gehört zum Arrondissement Forbach-Boulay-Moselle, zum Kanton Stiring-Wendel und zum Kommunalverband Forbach Porte de France.

## Geografie
Folkling liegt etwa vier Kilometer südlich von Forbach nahe der Grenze zum Saarland. Zur Gemeinde gehört auch der Ortsteil Gaubiving (deutsch Gaubivingen).

## Geschichte
Die Gemeinde wurde 1266 erstmals als Folchelinga erwähnt. Weitere Namen waren Fourkelinges (1280), Folkelingen (1395), Folkelinga (1544), Foleckling (1801) und Folckling (1900).

### Bevölkerungsentwicklung
| Jahr      | 1962 | 1968 | 1975 | 1982 | 1990 | 1999 | 2009 | 2019 |
| Einwohner | 829  | 867  | 966  | 1150 | 1372 | 1386 | 1370 | 1325 |

## Sehenswürdigkeiten
- Kirche Saint-Eloi, 1725 errichtet und im 19. Jahrhundert erweitert. Zum Kirchenmobiliar gehören ein Hochaltar mit Baldachin, eine Reliquie von Saint Valentin und eine Kanzel aus dem 18. Jahrhundert.
- Pfarrhaus aus dem 18. Jahrhundert mit Maskaronen
- gallo-römische Überreste: Münzen, Fliesen und Keramik

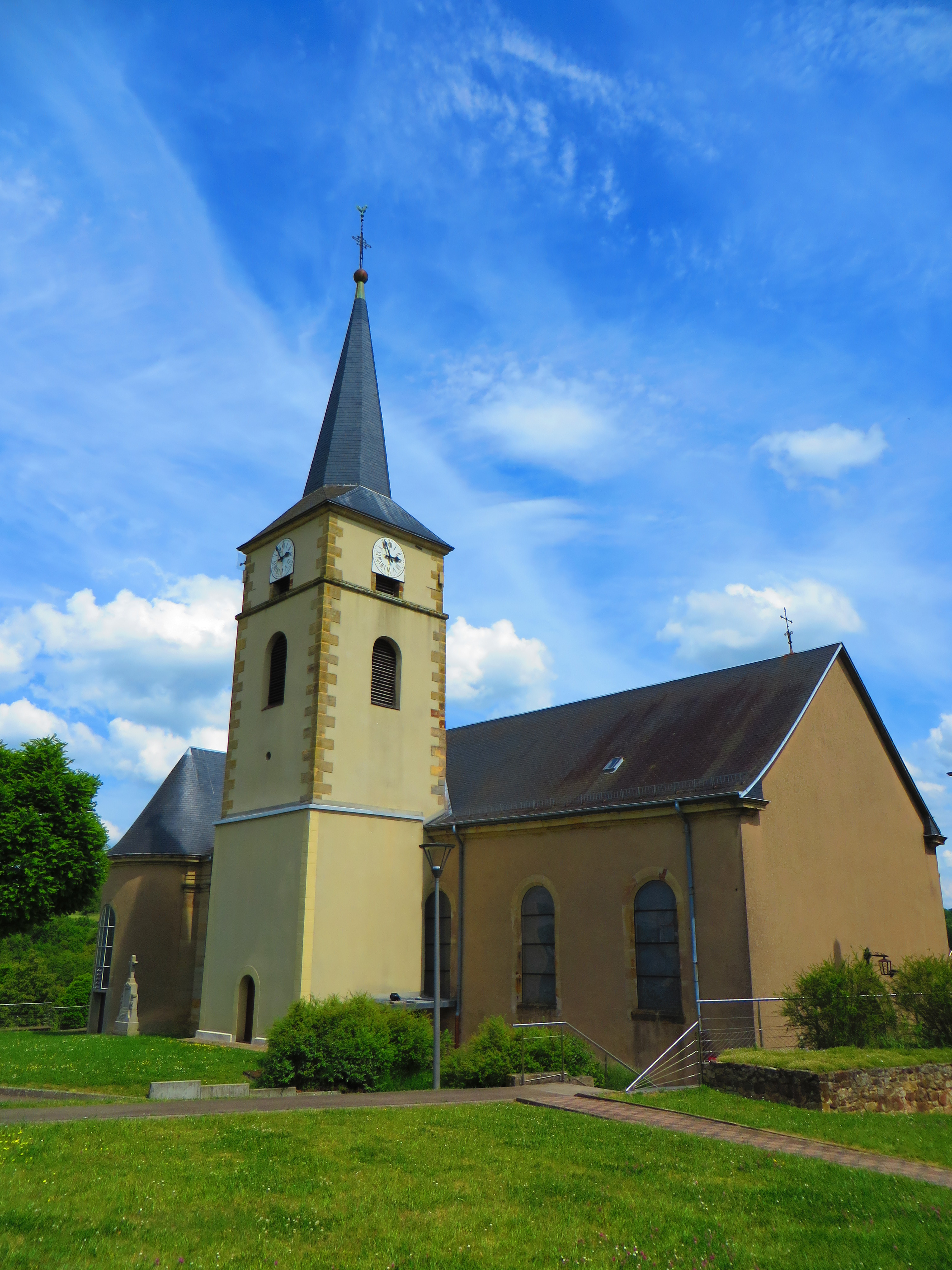
Kirche Saint-Éloi
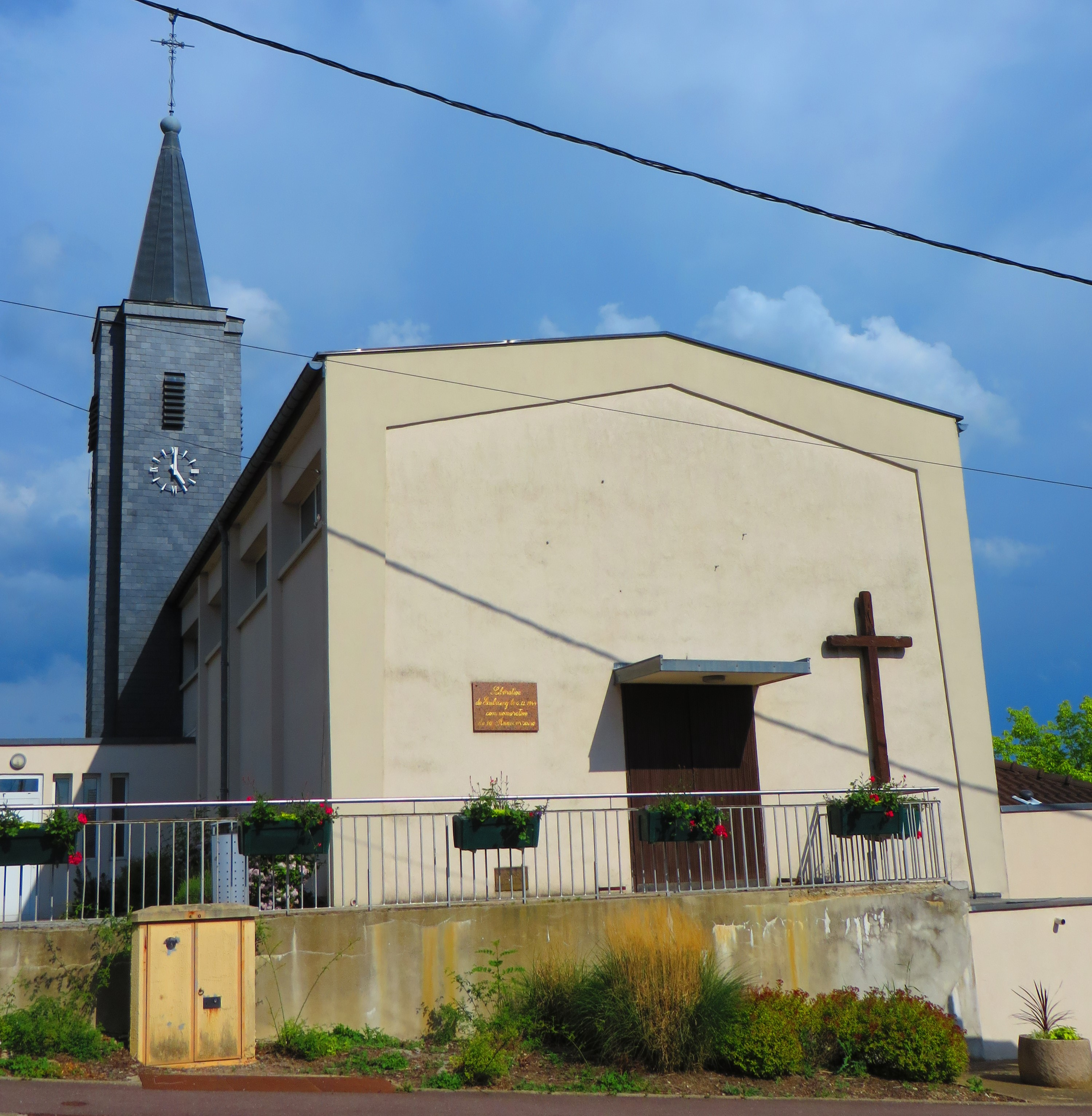
Kapelle in Gaubiving